# Seznam chráněných území v okrese Prievidza
Toto je seznam chráněných území v okrese Prievidza aktuální k roku 2017, ve kterém jsou uvedena chráněná území v oblasti okresu Prievidza.
| Kód  | Obrázek        | Typ | Název              | Rozloha (ha) | Galerie Commons                                                | Popis území | Souřadnice                       |
| ---- | -------------- | --- | ------------------ | ------------ | -------------------------------------------------------------- | --- | -------------------------------- |
| 213  | Biely kameň    | PR  | Biely kameň        | 115,9000     |                                                                | | 48°41′13″ s. š., 18°41′8″ v. d.  |
| 1159 |                | PP  | Brloh              | x            |                                                                | |                                  |
| 1160 |                | PP  | Brložná diera      | x            |                                                                | |                                  |
| 229  | Buchlov        | PR  | Buchlov            | 103,9600     | Kategorie „Buchlov (Nature reserve)“ na Wikimedia Commons      | Zachované přirozené lesní a skalní společenstva na morfologicky cenném sopečném hřebeni pohoří Vtáčnik | 48°36′46″ s. š., 18°33′59″ v. d. |
| 1166 |                | PP  | Hájská jeskyně     | x            |                                                                | |                                  |
| 263  |                | PP  | Hradisko           | 1,7103       |                                                                | |                                  |
| 769  |                | PP  | Kobylince          | 2,5100       |                                                                | |                                  |
| 311  |                | PP  | Končitá            | 1,0000       |                                                                | |                                  |
| 1167 |                | PP  | Košútova jaskyňa   | x            |                                                                | |                                  |
| 342  |                | PR  | Makovište          | 24,1100      |                                                                | |                                  |
| 387  |                | NPP | Prepoštská jeskyně | x            |                                                                | |                                  |
| 390  |                | PP  | Prielom Nitrice    | 6,8324       |                                                                | |                                  |
| 147  | Rokoš          | NPR | Rokoš              | 460,4100     | Kategorie „Rokoš (nature reserve)“ na Wikimedia Commons        | | 48°45′54″ s. š., 18°25′49″ v. d. |
| 1133 |                | PR  | Rysia              | 30,4900      |                                                                | |                                  |
| 414  | Sivý kameň     | PP  | Sivý kameň         | 13,8097      | Kategorie „Sivý kameň (natural monument)“ na Wikimedia Commons | | 48°41′23″ s. š., 18°38′20″ v. d. |
| 450  | Temešská skála | CHA | Temešská skála     | 165,82       |                                                                | | 48°52′30″ s. š., 18°29′32″ v. d. |
| 468  |                | NPR | Veľká skala        | 59,2000      |                                                                | |                                  |
| 483  | Vtáčnik        | NPR | Vtáčnik            | 245,6200     | Kategorie „Mount Vtáčnik“ na Wikimedia Commons                 | Typické vrcholové společenstva bučin vystavené extrémním klimatickým poměrům. Podobné společenstva jsou i v jiných pohořích, kde však vznikly prevážně odstraněním výše položených společenstev smrčin a kosodřevin | 48°37′29″ s. š., 18°38′6″ v. d.  |
| 487  | Popis obrazku  | NPR | Vyšehrad           | 48,6500      | Kategorie „Vyšehrad (Žiar)“ na Wikimedia Commons               | | 48°52′39″ s. š., 18°41′50″ v. d. |

## Zrušená chráněná území
| Kód | Obrázek        | Typ | Název          | Rozloha (ha) | Galerie Commons | Popis území | Souřadnice                      |
| --- | -------------- | --- | -------------- | ------------ | --------------- | ----------- | ------------------------------- |
| 450 | Temešská skala | PR  | Temešská skála | 57,9300      |                 |             | 48°52′8″ s. š., 18°29′32″ v. d. |